# Banfora
Banfora is een Burkinese stad en is de hoofdstad van de provincie Comoé. Er leven ongeveer 63.300  mensen in de stad, die in het zuidwesten van het land ligt. De belangrijkste etnische groepen zijn de Bobo en de Karaboro. De stad is ontstaan en steeds gegroeid door de suikerrietindustrie. Het is een van de meest vruchtbare streken van Burkina Faso. Veel inwoners doen noodgedwongen aan seizoensarbeid in Ivoorkust om de eindjes aan elkaar te knopen.
Op ongeveer 20 km van de stad ligt het beschermde woud van Toumousseni.
Sinds 1998 is de stad de zetel van het rooms-katholieke bisdom Banfora.

## Geboren in Banfora
- Idrissa Ouédraogo (1954), filmregisseur